# Japan News Network
Le Japan News Network (JNN ; japonais : ジャパン・ニュース・ネットワーク) est un réseau de télévision commercial japonais géré par TBS Television, détenu par TBS Holdings (qui fait partie du grand conglomérat Mitsui Group). La responsabilité du réseau comprend la syndication des journaux d'information télévisés nationaux à ses filiales régionales et l'échange d'actualités entre les stations. Ses stations affiliées diffusent également des programmes non informatifs de TBS Television. Fondé le 1er août 1959(p150–151), JNN est composé de 28 affiliés à temps plein.
Il exploite également la chaîne d'information en continu par satellite et par câble TBS News (ja) et la chaîne FAST TBS NEWS DIG.